# 第二次戦略兵器削減条約
第二次戦略兵器削減条約（だいにじせんりゃくへいきさくげんじょうやく、英語: Strategic Arms Reduction Treaty II、START II）は、1993年1月3日にアメリカとロシアの間で調印された核兵器の軍縮条約。

## 概要
START IIは、1982年にSTART（STrategic Arms Reduction Talks、戦略兵器削減交渉）として始められた交渉の中で結ばれた。
STARTでは先に第一次戦略兵器削減条約（START I、1991年）が結ばれており、米露両国は核兵器削減の交渉を継続し START I よりも大きく核兵器を削減する軍縮条約の交渉を行った。これが START II として結実し、1993年1月3日、モスクワにおいてアメリカ大統領のジョージ・H・W・ブッシュとロシア大統領のボリス・エリツィンにより調印された。
条約の内容は2003年までに両国の核弾頭数を3,000 - 3,500発以下に削減すること、ICBMの MIRV化の禁止などである。
1996年にアメリカ議会は批准したが、ロシア議会は批准を拒否した。このため、1997年に議定書が結ばれ、条約における弾頭削減期限が2007年まで延長された。この議定書については、アメリカ議会が批准を行わず、2000年にロシア議会が批准したものの、アメリカが2001年に弾道弾迎撃ミサイル制限条約を廃棄したこともあり、ロシアはSTART IIを実行しないとしている。
この後、1999年から保有核弾頭数を2,000 - 2,500発に削減する第三次戦略兵器削減条約の交渉が行われたが、START II が実行されなかったこともあり、交渉は進展しなかった。ただし、2001年からアメリカの安全保障政策が対テロに重きを置くようになると、核兵器の大量保有の必要性が減少した。このため、米露両国は2002年に戦略攻撃能力削減に関する条約を結んでいる。